# Carlus
Carlus är en kommun i departementet Tarn i regionen Occitanien i södra Frankrike. Kommunen ligger i kantonen Albi-Sud som tillhör arrondissementet Albi. År 2022 hade Carlus 659 invånare.

## Befolkningsutveckling
Antalet invånare i kommunen Carlus
| Referens: INSEE |